# The Story So Far...
The Story So Far... is het eerste live muziekalbum van de Britse muziekgroep Mostly Autumn. De groep is overgestapt naar een ander platenlabel en geeft via dit live-album een soort Best of uit. Het album kwam uit in twee versies, compact disc en dvd. Inmiddels is het album uit de markt gehaald, het is ook niet te koop via de webwinkel van de band (2009). De reden ligt waarschijnlijk in het feit dat Classic Rock Legends later werd beschuldigd van het feit, dat zij het niet zo nauw namen met afdracht van de rechten.

## Composities CD
1. Porcupine Rain (Findlay/Josh/Jennings) (4:40)
2. Nowhere to Hide (Close my Eyes) (Findlay/Josh) (5:30)
3. Evergreen (Findlay/Josh) (7:06)
4. The Spirit of Autumn Past (Findlay/Josh/Jennings) (6:47)
5. Heros Never Die (Josh/Rayson) (10:21)
6. The Night Sky (Josh) (8:25)
7. The Dark Before the Dawn (Josh/Jennings/Faulds) (4:22)
8. Shrinking Violet (Findlay/Josh) (7:59)
9. Never the Rainbow (Findlay/Jennings) (5:31)
10. Mother Nature (Josh) (13:09)

## Composities op dvd
1. Porcupine Rain
2. Nowhere to Hide
3. Evergreen
4. Which Wood
5. Winter Mountain
6. The Spirit of Autumn Past
7. Heroes Never Die
8. The Night Sky
9. Dark Before the Dawn
10. Helms Deep
11. Shrinking Violet
12. Out of the Inn
13. Never the Rainbow
14. Mother Nature

Per vergissing staat het nummer "Shindig" vermeld op de hoes, maar dit is niet op de dvd terug te vinden.

## Musici
- Bryan Josh – gitaar, zang
- Heather Findlay – zang, gitaar, bodhrán, tamboerijn, blokfluit
- Iain Jennings – keyboards;
- Angela Goldthorpe – fluit, blokfluit, zang
- Liam Davison - gitaar
- Andy Smith – basgitaar
- Jonathan Blackmore – slagwerk

met:
- Rachel Jones (van Karnataka)- zang
- Mark Atkinson - zang
- Gina Dootson – zang

## Hoes
- Hoes